# 阿諾·梅克萊
阿諾-西爾萬-安德烈·梅克萊（2000年4月24日—），法國男子羽毛球運動員。他曾赢得2018年歐青赛团体赛以及男單冠军。

## 簡歷
2017年4月，阿諾·梅克萊代表法国参加本国举办的歐洲青年羽毛球錦標賽，在率先进行的团体赛，助法国队赢得混合团体冠军；此外，在男单决赛以0比2的成績（14-21、15-21）不敵隊友小托馬·波波夫，屈居亞軍。
2018年1月，阿諾·梅克萊出戰瑞典羽毛球公開賽，在男单準决赛以1比2（21-19、15-21、14-21）不敌丹麦的马德斯·克里斯托弗森。同年2月，他代表法国参加俄羅斯喀山举办的歐洲羽毛球男子團體錦標賽，助球队赢得男子團體季军。同年8月，他出戰保加利亞羽毛球公開賽，在男单决赛以0比2（20-22、12-21）不敌赛会7号种子、队友的小托馬·波波夫，赢得亚军。同年9月，他代表法国参加爱沙尼亚塔林举办的歐洲青年羽毛球錦標賽，在率先进行的团体赛，助法国队赢得混合团体冠军；此外，在男單決賽以2比0的成績（21-7、21-14）战胜克里斯托·波波夫，成为新科欧洲青年组冠军。
2018年10月，阿諾·梅克萊参加2018年青年奧運會羽球比賽，在三四名决赛中，尽管在第二局对手先拿到赛点时逆转翻盘，并在决胜局落后时一度追至20平，但最终仍以1比2（17-21、26-24、20-22）的比分惜败2017年世青赛四强得主，日本选手奈良岡功大，无缘奖牌。

## 主要比賽成績
只列出曾進入準決賽的國際賽事成績：
| 年份   | 賽事                       | 公開賽級別 | 項目     | 成績   |
| ------ | -------------------------- | ---------- | -------- | ------ |
| 2017年 | 歐洲青年羽毛球錦標賽       | 其他       | 混合團體 | 冠軍   |
| 2017年 | 歐洲青年羽毛球錦標賽       | 其他       | 男子單打 | 亞軍   |
| 2018年 | 瑞典羽毛球公開賽           | 國際系列賽 | 男子單打 | 準決賽 |
| 2018年 | 歐洲羽毛球男子團體錦標賽   | 其他       | 男子團體 | 季軍   |
| 2018年 | 保加利亞羽毛球公開賽       | 國際系列賽 | 男子單打 | 亞軍   |
| 2018年 | 歐洲青年羽毛球錦標賽       | 其他       | 混合團體 | 冠軍   |
| 2018年 | 歐洲青年羽毛球錦標賽       | 其他       | 男子單打 | 冠軍   |
| 2018年 | 青年奧林匹克運動會羽球比賽 | 其他       | 男子單打 | 第四名 |
| 2019年 | 愛沙尼亞羽毛球國際賽       | 國際系列賽 | 男子單打 | 冠軍   |
| 2019年 | 荷蘭羽毛球國際賽           | 國際系列賽 | 男子單打 | 準決賽 |
| 2019年 | 德國羽毛球國際賽           | 未來系列賽 | 男子單打 | 冠軍   |
| 2019年 | 希臘羽毛球公開賽           | 國際系列賽 | 男子單打 | 準決賽 |
| 2020年 | 歐洲羽毛球男女子團體錦標賽 | 其他       | 男子團體 | 季軍   |
| 2021年 | 歐洲羽毛球混合團體錦標賽   | 其他       | 混合團體 | 亞軍   |
| 2021年 | 葡萄牙羽毛球國際賽         | 國際系列賽 | 男子單打 | 準決賽 |
| 2021年 | 斯洛文尼亞羽毛球國際賽     | 國際系列賽 | 男子單打 | 冠軍   |
| 2021年 | 奧地利羽毛球公開賽         | 國際系列賽 | 男子單打 | 亞軍   |
| 2021年 | 蘇格蘭羽毛球公開賽         | 國際挑戰賽 | 男子單打 | 準決賽 |
| 2021年 | 威爾斯羽毛球國際賽         | 國際挑戰賽 | 男子單打 | 冠軍   |
| 2022年 | 賽義德·莫迪羽毛球國際賽    | 超級300賽  | 男子單打 | 亞軍   |
| 2022年 | 烏干達羽毛球國際賽         | 國際挑戰賽 | 男子單打 | 冠軍   |
| 2022年 | 比利時羽毛球國際賽         | 國際挑戰賽 | 男子單打 | 準決賽 |
| 2022年 | 加拿大羽毛球公開賽         | 超級100賽  | 男子單打 | 準決賽 |
| 2022年 | 荷蘭羽毛球公開賽           | 國際挑戰賽 | 男子單打 | 準決賽 |
| 2023年 | 南特羽毛球國際挑戰賽       | 國際挑戰賽 | 男子單打 | 冠軍   |
| 2023年 | 聖但尼羽毛球公開賽         | 國際挑戰賽 | 男子單打 | 冠軍   |
| 2024年 | 歐洲羽毛球男女子團體錦標賽 | 其他       | 男子團體 | 亞軍   |
| 2025年 | 瑞典羽毛球公開賽           | 國際系列賽 | 男子單打 | 冠軍   |
| 2025年 | 波蘭羽毛球公開賽           | 國際挑戰賽 | 男子單打 | 冠軍   |
| 2025年 | 丹麥羽毛球國際挑戰賽       | 國際挑戰賽 | 男子單打 | 冠軍   |

| 2007-2017年 | 首要超級賽 | 超級賽 | 黃金大獎賽 | 大獎賽 | 國際挑戰賽 | 國際系列賽 | 未來系列賽 | 其他 |

| 2018-2026年 | 總決賽 | 超級1000賽 | 超級750賽 | 超級500賽 | 超級300賽 | 超級100賽 | 國際挑戰賽 | 國際系列賽 | 未來系列賽 | 其他 |